# 2014년 브라질 대통령 선거
2014년 브라질 대통령 선거는 브라질의 제37대 대통령과 부통령을 뽑은 선거다. 

## 같이 보기
- 미셰우 테메르
- 페트로브라스
- 지우마 호세프